# WNBA 1997
Die Saison 1997 der Women’s National Basketball Association war die erste ausgespielte Saison der nordamerikanischen Damen-Basketball-Profiliga. Die reguläre Saison begann am 21. Juni 1997 mit den Auftaktpartien zwischen den New York Liberty und Los Angeles Sparks sowie den Houston Comets und den Cleveland Rockers als auch den Sacramento Monarchs und den Utah Starzz. Nach Abschluss der regulären Saison, die bis zum 24. August 1997 ausgetragen wurde, begannen die Playoffs um die WNBA-Meisterschaft, die die Houston Comets am 30. August im Finalspiel gegen die New York Liberty für sich entschieden.

## Draft
- Hauptartikel: WNBA Draft 1997

Der erste WNBA Draft fand am 28. April 1997 in Secaucus, New Jersey, Vereinigte Staaten statt. An erster Position wählten die Houston Comets die US-Amerikanerin Tina Thompson aus. Die beste Nicht-US-Amerikanerin war mit Rang vier die Tschechin Eva Nemcova, die von den Cleveland Rockers ausgewählt wurde. Insgesamt sicherten sich acht Franchises die Rechte an 32 Spielerinnen. Den Hauptanteil mit 29 Spielerinnen stellten die Vereinigten Staaten.
Vor dem ersten WNBA Draft fanden mit der Initial Player Allocation, wo jeder Mannschaft jeweils zwei Spielerinnen per Zufall zugeteilt wurden, sowie mit dem Elite Draft, bei dem sich die Franchises in zwei Runden die Rechte an Spielerinnen mit Erfahrung bei internationalen Profi-Klubs sichern konnten, zwei weitere Drafts statt. Als ersten Pick im Elite Draft zogen die Utah Starzz die US-Amerikanerin Dena Head. Danach wählten die Cleveland Rockers auf dem zweiten Platz Isabelle Fijalkowski.

### Top-5-Picks
Abkürzungen: Pos = Position, G = Guard, F = Forward, C = Center
| Elite Draft | Elite Draft          | Elite Draft        | Elite Draft | Elite Draft       | Elite Draft                       |
| #           | Spielerin            | Nationalität       | Pos         | WNBA-Mannschaft   | College/Profi-Team                |
| ----------- | -------------------- | ------------------ | ----------- | ----------------- | --------------------------------- |
| 1.          | Dena Head            | Vereinigte Staaten | G           | Utah Starzz       | University of Tennessee           |
| 2.          | Isabelle Fijalkowski | Frankreich         | C/F         | Cleveland Rockers | University of Colorado at Boulder |
| 3.          | Rhonda Mapp          | Vereinigte Staaten | C/F         | Charlotte Sting   | North Carolina State University   |
| 4.          | Kym Hampton          | Vereinigte Staaten | C/F         | New York Liberty  | Arizona State University          |
| 5.          | Wanda Guyton         | Vereinigte Staaten | F           | Houston Comets    | University of South Florida       |

| WNBA Draft | WNBA Draft     | WNBA Draft         | WNBA Draft | WNBA Draft          | WNBA Draft                        |
| #          | Spielerin      | Nationalität       | Pos        | WNBA-Mannschaft     | College/Profi-Team                |
| ---------- | -------------- | ------------------ | ---------- | ------------------- | --------------------------------- |
| 1.         | Tina Thompson  | Vereinigte Staaten | F          | Houston Comets      | University of Southern California |
| 2.         | Pamela McGee   | Vereinigte Staaten | C          | Sacramento Monarchs | University of Southern California |
| 3.         | Jamila Wideman | Vereinigte Staaten | G          | Los Angeles Sparks  | Stanford University               |
| 4.         | Eva Nemcova    | Tschechien         | G          | Cleveland Rockers   | unbekannt                         |
| 5.         | Tammi Reiss    | Vereinigte Staaten | G          | Utah Starzz         | University of Virginia            |

## Reguläre Saison

### WNBA All-Star Game
Das traditionelle All-Star Game der WNBA wurde erst 1999 eingeführt.

### Abschlusstabelle
Abkürzungen: Pl.=Platz, Sp. = Spiele, S = Siege, N = Niederlagen, GB = Spiele hinter dem Führenden der Conference
Erläuterungen:       = Playoff-Qualifikation,       = Conference-Sieger
| Pl. | Eastern Conference | Sp. | S  | N  | Siege in % | GB |
| --- | ------------------ | --- | -- | -- | ---------- | -- |
| 1.  | Houston Comets     | 28  | 18 | 10 | 64,3       | –  |
| 2.  | New York Liberty   | 28  | 17 | 11 | 60,7       | 1  |
| 3.  | Charlotte Sting    | 28  | 15 | 13 | 53,6       | 3  |
| 4.  | Cleveland Rockers  | 28  | 15 | 13 | 53,6       | 3  |

| Pl. | Western Conference  | Sp. | S  | N  | Siege in % | GB |
| --- | ------------------- | --- | -- | -- | ---------- | -- |
| 1.  | Phoenix Mercury     | 28  | 16 | 12 | 57,1       | –  |
| 2.  | Los Angeles Sparks  | 28  | 14 | 14 | 50,0       | 2  |
| 3.  | Sacramento Monarchs | 28  | 10 | 18 | 35,7       | 6  |
| 4.  | Utah Starzz         | 28  | 7  | 21 | 25,0       | 9  |

## Playoffs

### Modus
Nachdem sich die beiden Conference-Sieger, sowie die zwei weiteren Teams mit der besten Bilanz der Liga qualifiziert haben, starten die im K.-o.-System ausgetragenen Playoffs. Die Conference-Sieger sind absteigend nach ihrer aus der regulären Saison erzielten Siege an die Positionen 1 bis 2 gesetzt. Auf den Positionen 3 und 4 folgen die weiteren Teams, wobei es durchaus möglich ist, dass eines oder mehrere Teams mehr Spiele als einer der Conference-Sieger gewonnen hat.
Über den Aufstieg in die nächste Runde entscheidet ein einzelnes Spiel, wobei die höher gesetzte Mannschaft das Heimrecht besitzt. Bei Spielen, die nach der regulären Spielzeit von 40 Minuten unentschieden bleiben, folgt die Overtime.

### Playoff-Baum
|  | Halbfinale | Halbfinale       | Halbfinale |  |  | Finale | Finale           | Finale |
|  |            |                  |            |  |  |        |                  |        |
|  |            |                  |            |  |  |        |                  |        |
|  | E1         | Houston Comets   | 70         |  |  |        |                  |        |
|  | E3         | Charlotte Sting  | 54         |  |  |        |                  |        |
|  |            |                  |            |  |  | E1     | Houston Comets   | 65     |
|  |            |                  |            |  |  | E2     | New York Liberty | 51     |
|  | W1         | Phoenix Mercury  | 41         |  |  |        |                  |        |
|  | E2         | New York Liberty | 59         |  |  |        |                  |        |
|  |            |                  |            |  |  |        |                  |        |

### Halbfinale (Runde 1)

#### (E1) Houston Comets – (E3) Charlotte Sting
| 28. August 1997 | Spielbericht (Memento vom 8. Februar 1998 im Internet Archive) | Houston Comets                                                  | 70 – 54 | Charlotte Sting                                                                         | Houston, Texas Zuschauer: 11.510 |
| 28. August 1997 | Spielbericht (Memento vom 8. Februar 1998 im Internet Archive) | Punkte pro Halbzeit: 29:33, 41:21.                              |         |                                                                                         | Houston, Texas Zuschauer: 11.510 |
| 28. August 1997 | Spielbericht (Memento vom 8. Februar 1998 im Internet Archive) | Punkte: Cooper (31) Rebounds: Thompson (12) Assists: Cooper (5) |         | Punkte: Mapp, Congreaves (12) Rebounds: Bullet (9) Assists: Mapp, Levesque, Stinson (3) | Houston, Texas Zuschauer: 11.510 |
| 28. August 1997 | Spielbericht (Memento vom 8. Februar 1998 im Internet Archive) |                                                                 |         |                                                                                         | Houston, Texas Zuschauer: 11.510 |

#### (W1) Phoenix Mercury  – (E2) New York Liberty
| 28. August 1997 | Spielbericht (Memento vom 8. Februar 1998 im Internet Archive) | Phoenix Mercury                                                           | 41 – 59 | New York Liberty                                                   | Phoenix, Arizona Zuschauer: 16.751 |
| 28. August 1997 | Spielbericht (Memento vom 8. Februar 1998 im Internet Archive) | Punkte pro Halbzeit: 18:23, 23:36.                                        |         |                                                                    | Phoenix, Arizona Zuschauer: 16.751 |
| 28. August 1997 | Spielbericht (Memento vom 8. Februar 1998 im Internet Archive) | Punkte: Gillom, Askamp (9) Rebounds: Gillom (7) Assists: Webb, Pettis (2) |         | Punkte: Lobo (16) Rebounds: Hampton (14) Assists: Weatherspoon (5) | Phoenix, Arizona Zuschauer: 16.751 |
| 28. August 1997 | Spielbericht (Memento vom 8. Februar 1998 im Internet Archive) |                                                                           |         |                                                                    | Phoenix, Arizona Zuschauer: 16.751 |

### Finale (Runde 2)

#### (E1) Houston Comets – (E2) New York Liberty
| 30. August 1997 | Spielbericht (Memento vom 8. Februar 1998 im Internet Archive) | Houston Comets                                                 | 65 – 51 | New York Liberty                                                      | Houston, Texas Zuschauer: 16.285 |
| 30. August 1997 | Spielbericht (Memento vom 8. Februar 1998 im Internet Archive) | Punkte pro Halbzeit: 28:24, 37:27.                             |         |                                                                       | Houston, Texas Zuschauer: 16.285 |
| 30. August 1997 | Spielbericht (Memento vom 8. Februar 1998 im Internet Archive) | Punkte: Cooper (25) Rebounds: Jackson (11) Assists: Cooper (4) |         | Punkte: Hampton (13) Rebounds: Hampton (13) Assists: Weatherspoon (5) | Houston, Texas Zuschauer: 16.285 |
| 30. August 1997 | Spielbericht (Memento vom 8. Februar 1998 im Internet Archive) | Finals MVP: Cynthia Cooper                                     |         |                                                                       | Houston, Texas Zuschauer: 16.285 |

#### WNBA-Meistermannschaft
(Teilnahme an mindestens einem Playoff-Spiel)
| WNBA Meister Houston Comets | Guards: Cynthia Cooper (Finals MVP), Kim Perrot, Tiffany Woosley Forwards: Janeth Arcain, Wanda Guyton, Yolanda Moore, Sheryl Swoopes, Tina Thompson Forward-Center: Tammy Jackson Cheftrainer: Van Chancellor |

## WNBA Awards und vergebene Trophäen
| Auszeichnung                                               | Spielerin             | Mannschaft         |
| ---------------------------------------------------------- | --------------------- | ------------------ |
| WNBA Finals MVP Award                                      | Cynthia Cooper        | Houston Comets     |
| WNBA Most Valuable Player Award                            | Cynthia Cooper        | Houston Comets     |
| WNBA Defensive Player of the Year Award                    | Teresa Weatherspoon   | New York Liberty   |
| Bud Light Shooting Champions (meiste Punkte je Conference) | EC: Andrea Congreaves | Charlotte Sting    |
| Bud Light Shooting Champions (meiste Punkte je Conference) | WC: Zheng Haixia      | Los Angeles Sparks |
| WNBA Sportsmanship Award                                   | Zheng Haixia          | Los Angeles Sparks |
| WNBA Coach of the Year Award                               | Van Chancellor        | Houston Comets     |

### All-WNBA Teams
| All-WNBA First Team |                                      |
| Guards:             | (SAC) Ruthie Bolton – Cynthia Cooper |
| Forwards:           | Tina Thompson – Eva Nemcova          |
| Center:             | Lisa Leslie                          |

| All-WNBA Second Team |                                                  |
| Guards:              | (NYL) Teresa Weatherspoon – (CHA) Andrea Stinson |
| Forwards:            | Wendy Palmer – (NYL) Rebecca Lobo                |
| Center:              | Jennifer Gillom                                  |